# سكة حديقة دريسدن

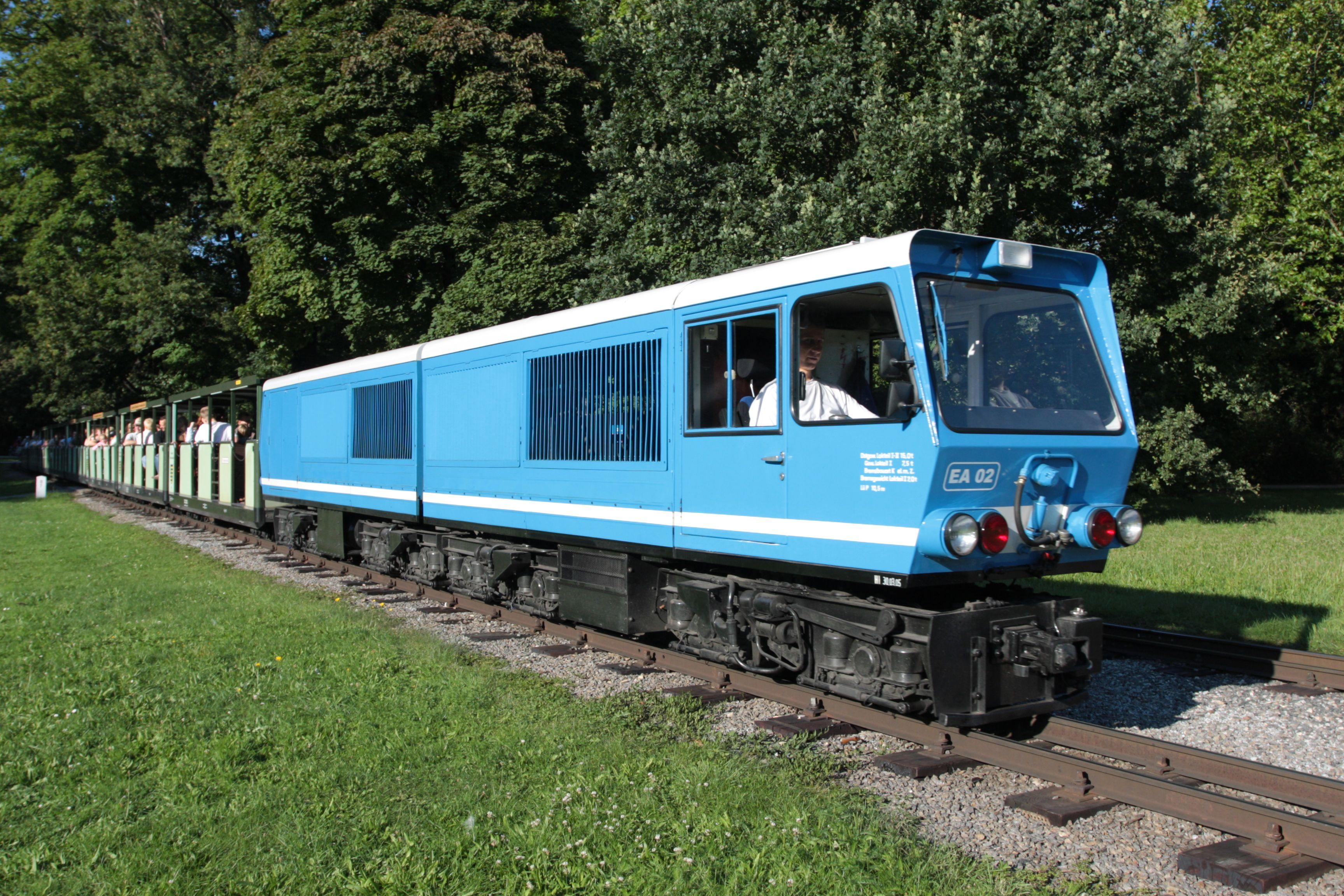
قاطرة كهربائية تعمل بالكهرباء EA02

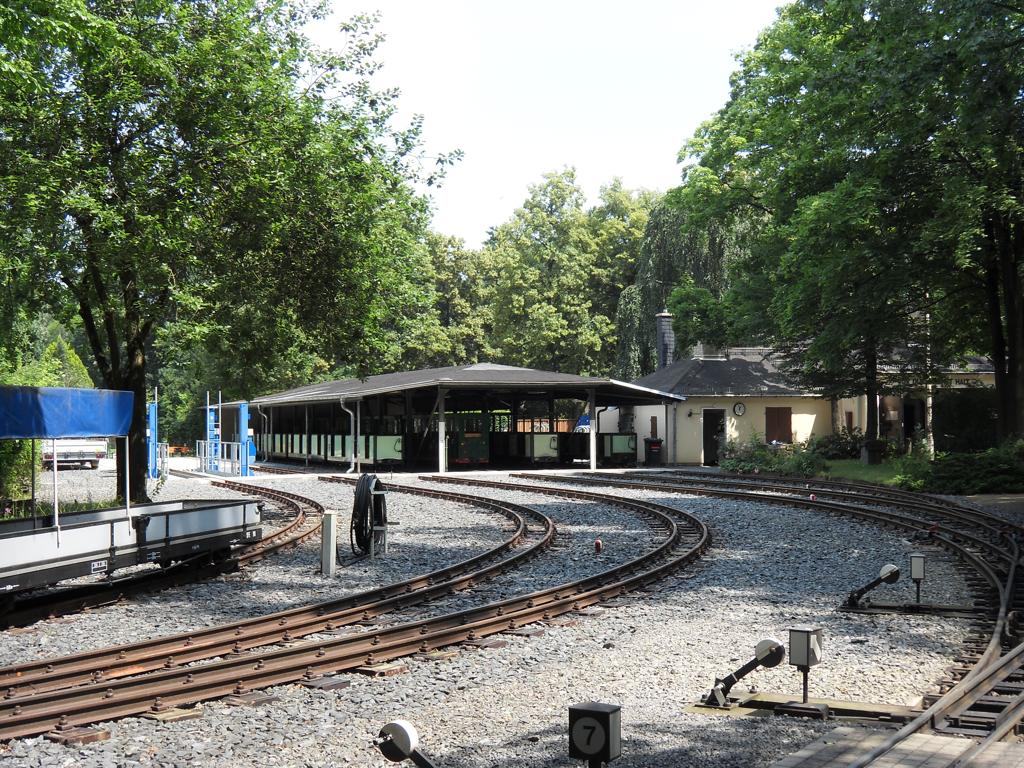
السكك الحديدية

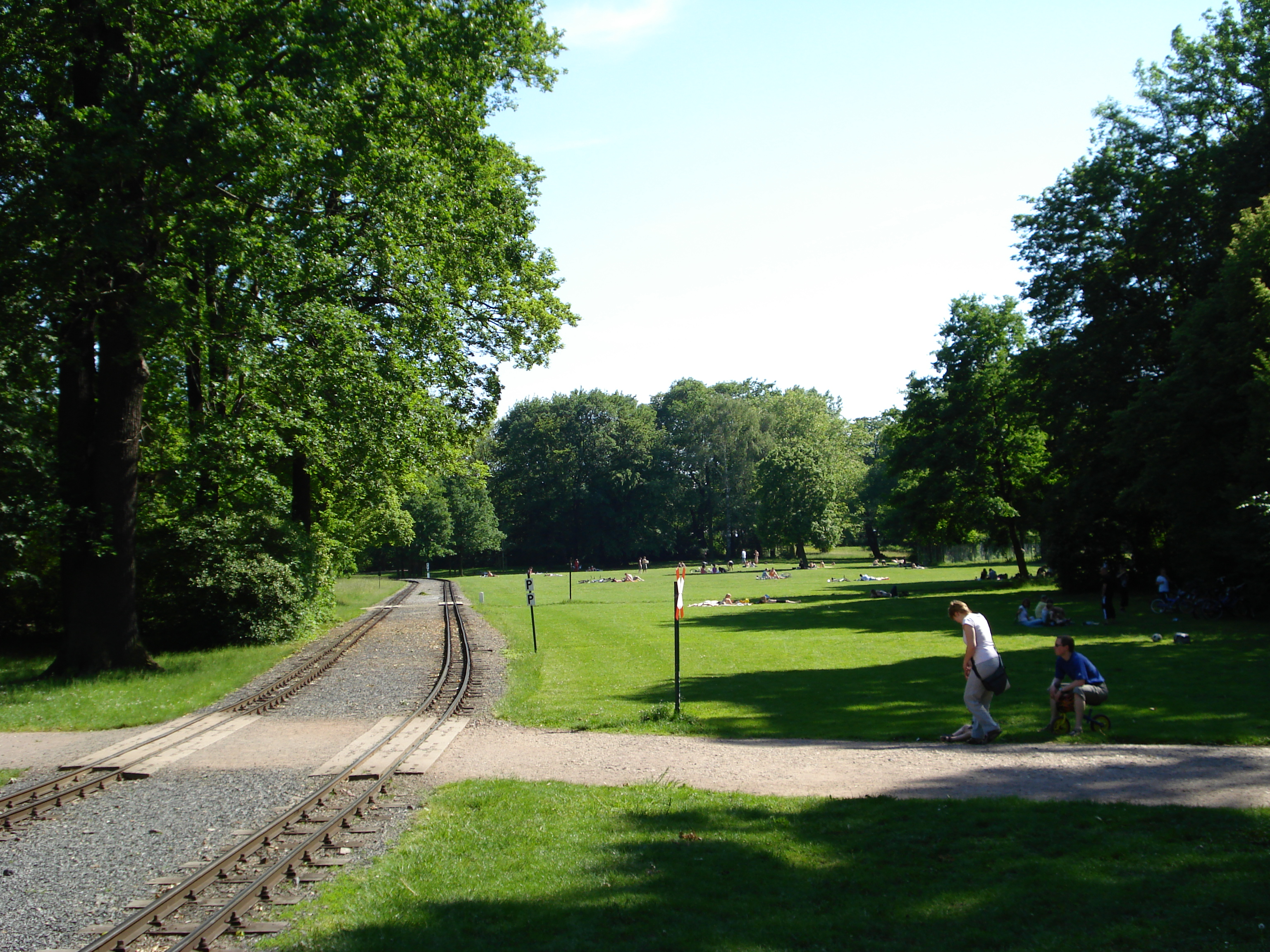
المسار المزدوج للخط

سكة حديد حديقة دريسدن ( (بالألمانية: Dresdner Parkeisenbahn)‏ ) هو 381 mm (15 in) الخط الأدنى للسكك الحديدية في دريسدن ، ألمانيا . افتتح الخط في عام 1950 وكان يعرف سابقًا باسم كيندائيزنبان (Kindereisenbahn) و بيونيغئيزنبان "Pioniereisenbahn" .

## التشغيل
تعمل السكك الحديدية داخل حديقة غروبر غارتن ، وهي حديقة كبيرة في وسط المدينة ، من أبريل إلى أكتوبر. تبعد حوالي 5.6 كيلومتر (3.5 ميل) وتجذب ما يقرب من 250000 زائر كل عام. 
يبدأ الخط من محطة ان دا غليزنن مانوفاكتوا ، التي أخذت اسمها من <i id="mwJw">مصنع غلاسرن مانوفاكتور</i> المجاور ، وهو مصنع سيارات فولكس فاجن . من هنا إلى محطة حديقة الحيوانات ، الخط هو مسار مزدوج ، وتخدمه القطارات في كلا الاتجاهين. أخذت محطة حديقة الحيوانات اسمها من حديقة حيوان دريسدن القريبة وهي المقر الرئيسي للخط ، مع حظيرة للقاطرات والسيارات. ما وراء محطة حديقة الحيوانات ، تعمل القطارات عادة على حلقة مسار واحد في اتجاه واحد عبر محطات في كارولاسي وكارشرالي وباليستيتش ، قبل أن تعود إلى محطة حديقة الحيوانات. تتوفر حلقة أقصر أيضًا تعبر محطة كاخالي ، ولكن نادرًا ما يتم استخدامها. 
سكة حديد الحديقة بها أربع قاطرات . من بين هؤلاء ، هناك قاطرتان بخاريتان متطابقتان تم بناؤهما في عام 1925 ، مرقمة 001 ( ليزا ) و 003 ( موريتز ). هناك أيضًا قاطرتان كهربائيتان نوع EA01 تم بناؤها في عام 1962 و EA02 في عام 1982. القاطرات تحمل 35 حجرة ركاب وعدد من المركبات المساعدة. 
يدير القطارات فريق من 165 شابا عام 2009 مع أربعة موظفين بالغين بدوام كامل وحوالي 50 موظفًا موسميًا وبدوام جزئي. خلال أشهر الشتاء ، يتم تدريب الشبان على مهامهم في الصيف . 

## التاريخ
تأسست السكك الحديدية في عام 1950 باسم كيندا إيزنبان بمسار واحد فقط ، بطول 1.3 كيلومتر (0.81 ميل) .
كان من المخطط أن يستمر خط السكة الحديد لمدة عام واحد فقط ، ولكن تم الاحتفاظ به وإعادة تسميته بيونيغايزنبان في عام 1951. كان الخط مملوكًا لمجلس مدينة دريسدن .
في عام 1951 تم تمديد المسار إلى 4.4 كيلومتر (2.7 ميل) من حديقة الحيوان عبر كارولاسي و بالايستاي إلى حديقة الحيوان. في وقت لاحق من نفس العام ، تم افتتاح محطة كاخالي ووصل الخط إلى طوله الحالي 5.6 كيلومتر (3.5 ميل) . في عام 1968 تمت إضافة مسار إضافي بين حديقة الحيوانات و فوخشيكبلاتس . 
في عام 1990 ، بعد إعادة توحيد ألمانيا ، أعيدت تسمية السكك الحديدية باسم باكهيزنبان . في عام 1993 ، تم نقل ملكية الخط إلى ولاية ساكسونيا . في عام 2000 ، كان بناء غلاسيرت مانوفاكتور الجديد يعني أنه يجب نقل المحطة في شتخاسبوغر بلاتس . تم افتتاح المحطة الجديدة في عام 2000 ، وأعيدت تسميتها لاحقًا باسم An der Gläsernen Manufaktur . 